# Geórgios Gennimatás (athlétisme)
Ne doit pas être confondu avec l’homme politique grec Geórgios Gennimatás.
Geórgios Gennimatás (grec moderne : Γεώργιος Γεννηματάς)   né en 1873 en Laconie est un athlète grec. Il a participé aux Jeux olympiques d'été de 1896 à Athènes.
De formation militaire, il est commandant en second dans la cavalerie grecque à l'École des Évelpides. Il apparait en tant que lieutenant-colonel en 1902.
En athlétisme, il remporte l'épreuve de saut en longueur lors des premiers Jeux Panhelléniques en 1896.
La même année, il participe aux premiers Jeux olympiques de l'ère moderne, mais ne dispute que l'épreuve du 100 mètres, représentant le Panellínios G.S. 
Il s'y classe quatrième ou cinquième (l'autre place revenant au Suédois Henrik Sjöberg) dans la troisième série et ne se qualifie donc pas pour la finale.
Il remporte en 1902 deux courses équestres lors des Jeux de Podoníftis (el).
En 1913, il fut président du Panathinaïkós AO.

## Palmarès
| Date | Compétition           | Lieu    | Résultat         | Épreuve | Performance |
| ---- | --------------------- | ------- | ---------------- | ------- | ----------- |
| 1896 | Jeux olympiques d'été | Athènes | Éliminé en série | 100 m   | Inconnue    |